# مباركة
مباركة (بالفارسية: مبارکه) هي مدينة تقع في إيران في البلدة المركزية. يقدر عدد سكانها بـ 62,454 نسمة .